# Ава Гарднер
Ава Лавінія Гарднер (англ. Ava Lavinia Gardner; 24 грудня 1922, Брогден, Північна Кароліна — 25 січня 1990, Лондон) — американська акторка, одна з найяскравіших зірок Голлівуду 1940-х і 1950-х років. Номінантка премії «Оскар».
Увійшла до списку найвидатніших кінозірок в історії Голлівуду.

## Життєпис
Народилась у місті Брогден, штат Північна Кароліна, молодшою із семи дітей у фермерській родині Джонаса та Мері (Моллі) Гарднер. Почала зніматися в кіно ще до початку Другої світової війни. Першого значного успіху досягла після виходу фільму «Убивці» (1946) — класичного фільму у стилі нуар. У 1950-х роках її широко пропагували під гаслом «найсексуальніше створіння світу». Вершиною її кар'єри стали стрічки «Сніги Кіліманджаро» з Грегорі Пеком (1952) та «Могамбо» з Кларком Гейблом і Грейс Келлі (1953), за яку її було номіновано на премію «Оскар» як найкращу акторку. Після трьох невдалих шлюбів Гарднер залишила Голлівуд та 1955 року переїхала до Іспанії.
1960 року удостоєна іменної зірки на Голлівудській алеї слави, але її кар'єра вже пішла на спад. Остання велика роль — Максін Фолк у стрічці «Ніч ігуани» (1964) за п'єсою Теннессі Вільямса, принесла їй премію Срібна мушля найкращій акторці на кінофестивалі у Сан-Себастьяні, а також номінації у цій же категорії на премії Золотий глобус та BAFTA. Попри очевидний талант, Гарднер ніколи високо не цінувала свої акторські здібності. Майк Ніколс та продюсери стрічки «Випускник» пропонували її роль місіс Робінсон, але Гаднер відмовилась.
1976 року виконала роль Задоволення в американсько-радянському фільмі «Синій птах» за п'єсою Метерлінка. 
Останні роки провела в Лондоні. 1986 року перенесла два інсульти та була прикута до ліжка. Померла від ускладнень після пневмонії у своєму лондонському будинку за адресою 34 Ennismore Gardens, де жила з 1968 року. Похована в Меморіальному парку Сансет у Смітфілді, штат Північна Кароліна, поруч із її братами та сестрами та їхніми батьками. Неподалік розташований музей Ави Гарднер, заснований 1996 року. 1990 року, через кілька місяців по смерті акторки, вийшла її автобіографічна книга «Ава: Моя історія» (англ. Ava: My Story).

## Особисте життя
Гарднер тричі була у шлюбі, кожен з яких завершився розлученням: у 1941—1943 роках з актором Мікі Руні, у 1945—1946 з джазменом Арті Шоу, у 1951—1957 зі співаком Френком Сінатрою. Також широковідомий її зв'язок з мільйонером Говардом Г'юзом.

## Фільмографія
| Рік  |    | Українська назва            | Оригінальна назва                    | Роль                            |
| ---- | -- | --------------------------- | ------------------------------------ | ------------------------------- |
| 1941 | ф  | Х.М.Пелхем, есквайр         | H. M. Pulham, Esg.                   | світська особа                  |
| 1942 | ф  | Цього разу назавжди         | This Time for Keeps                  | дівчина в автівці з сигаретою   |
| 1942 | кф | Ми робимо так, тому що...   | We Do It Because                     | Лукреція Борджіа                |
| 1942 | ф  | Знову разом у Парижі        | Reunion in France                    | Марі                            |
| 1943 | ф  | Безумець Гітлера            | Hitler’s Madman                      | Франциска Притріч               |
| 1943 | ф  | Привиди на свободі          | Ghosts on the Loose                  | Бетті                           |
| 1944 | ф  | Троє чоловіків у білому     | 3 Men in White                       | Джин Браун                      |
| 1944 | ф  | Мейзі їде до Ріно           | Maisie Goes to Reno                  | Глорія Фуллертон                |
| 1945 | ф  | Вона поїхала на біга        | She Went to the Races                | Гільда Споттс                   |
| 1946 | ф  | Полустанок                  | Whistle Stop                         | Мері                            |
| 1946 | ф  | Убивці                      | The Killers                          | Кітті Коллінз                   |
| 1947 | ф  | Рекламісти                  | The Hucksters                        | Джин Огілві                     |
| 1947 | ф  | Сингапур                    | Singapore                            | Лінда Грем / Енн Ван Лейден     |
| 1948 | ф  | Один дотик Венери           | One Touch of Venus                   | Венера / Венера Джонс           |
| 1949 | ф  | Підкуп                      | The Bribe                            | Елізабет Гінттен                |
| 1949 | ф  | Великий грішник             | The Great Sinner                     | Поліна Островська               |
| 1949 | ф  | Іст-Сайд, Вест-Сайд         | East Side, West Side                 | Ізабель Лоррісон                |
| 1951 | ф  | Пандора і Летючий Голландец | Pandora and the Flying Dutchman      | Пандора Рейнольдс               |
| 1951 | ф  | Моє заборонене минуле       | My Forbidden Past                    | Барбара Боревель                |
| 1951 | ф  | Театр на плаву              | Show Boat                            | Джулі Ла Верн                   |
| 1952 | ф  | Самотня зірка               | Lone Star                            | Марта Ронда                     |
| 1952 | ф  | Сніги Кіліманджаро          | The Snows of Kilimanjaro             | Синтія Грін                     |
| 1953 | ф  | Театральний фургон          | The Band Wagon                       | камео                           |
| 1953 | ф  | Відважні супротивники       | Ride, Vaguero                        | Корделія Камерон                |
| 1953 | ф  | Могамбо                     | Mogambo                              | Елоїза Келлі                    |
| 1953 | ф  | Лицарі Круглого столу       | Knights of the Round Table           | Ґвіневера                       |
| 1954 | ф  | Босонога графиня            | The Barefoot Contessa                | Марія Варгас                    |
| 1956 | ф  | Станція Бховані             | Bhowani Junction                     | Вікторія Джонс                  |
| 1957 | ф  | Маленька хатинка            | The Little Hut                       | леді Сьюзен Ешлоу               |
| 1957 | ф  | І сходить сонце             | The Sun Also Rises                   | леді Бретт Ешлі                 |
| 1958 | ф  | Оголена Маха                | The Naked Maja                       | Марія Каетана, герцогиня Альба  |
| 1959 | ф  | На березі                   | On the Beach                         | Мойра Девідсон                  |
| 1960 | ф  | Ангел в червоному           | The Angel Wore Red                   | Соледад                         |
| 1963 | ф  | 55 днів у Пекіні            | 55 Days at Peking                    | баронеса Наталі Іванова         |
| 1964 | ф  | Сім днів у травні           | Seven Days in May                    | Елеонора Голбрук                |
| 1964 | ф  | Ніч ігуани                  | The Night of the Iguana              | Максін Фолк                     |
| 1966 | ф  | Біблія: На початку...       | The Bible: In the Beginning          | Сара                            |
| 1968 | ф  | Маєрлінг                    | Mayerling                            | імператриця Єлизавета Баварська |
| 1970 | ф  | Балада про Тем Ліна         | The Ballad of Tam Lin                | Мікаела Казарет                 |
| 1972 | ф  | Життя і часи судді Роя Біна | The Life and Times of Judge Roy Bean | Лілі Ленгтрі                    |
| 1974 | ф  | Землетрус                   | Earthquake                           | Ремі Ройс-Графф                 |
| 1975 | ф  | Дозвіл на вбивство          | Permission to Kill                   | Катіна Пітерсен                 |
| 1976 | ф  | Синій птах                  | The Blue Bird                        | Задоволення                     |
| 1976 | ф  | Перевал Кассандри           | The Cassandra Crossing               | Ніколь Дреслер                  |
| 1977 | ф  | Чатовий                     | The Sentinel                         | міс Логан                       |
| 1979 | ф  | Місто у вогні               | City on Fire                         | Меггі Грейсон                   |
| 1980 | ф  | Викрадення президента       | The Kidnapping of the President      | Бет Річардс                     |
| 1981 | ф  | Жрець кохання               | Priest of Love                       | Мейбл Додж                      |
| 1983 | ф  | Регіна                      | Regina Roma                          | Мама                            |
| 1985 | с  | Наша ера                    | A.D.                                 | Агріппіна                       |
| 1985 | с  | Тиха пристань               | Knots Landing                        | Рут Самнер Галвестон            |
| 1985 | с  | Довге спекотне літо         | The Long Hot Summer                  | Мінні Літтлджон                 |
| 1986 | тф | Гарем. Втрата невинності    | Harem. The Loss of Innocence         | Кадін                           |
| 1986 | тф | Меггі                       | Maggie                               | Діана Вебб                      |

## Нагороди та номінації
Оскар
- 1954 — Номінація на найкращу акторку (Могамбо).

Золотий глобус
- 1964 — Номінація на найкращу акторку у драмі (Ніч ігуани).

BAFTA
- 1957 — Номінація на найкращу іноземну акторку (Станція Бховані).
- 1960 — Номінація на найкращу іноземну акторку (На березі).
- 1965 — Номінація на найкращу іноземну акторку (Ніч ігуани).

Міжнародний кінофестиваль у Сан-Себастьяні
- 1964 — Срібна мушля найкращій акторці (Ніч ігуани).

## Кіновтілення
- 1992 — Сінатра (англ. Sinatra), мінісеріал виробництва каналу HBO — Марсія Ґей Гарден.
- 1998 — Щуряча зграя (англ. The Rat Pack), телефільм виробництва каналу HBO — Дебора Кара Ангер.
- 2004 — Авіатор (англ. The Aviator), фільм Мартіна Скорсезе, заснований на біографії Говарда Г'юза — Кейт Бекінсейл.
- 2012 — Вальтер К'ярі: До останнього сміху (італ. Walter Chiari: Fino all'ultima risata), італійський телефільм виробництва каналу Rai 1 — Анна Драйвер.
- 2018 — Френк і Ава (англ. Frank & Ava), фільм Майкла Обловіца у жанрі біографічної драми — Емілі Елісія Лоу.
- 2018 — Мадрид у вогні (ісп. Arde Madrid), іспанський телесеріал виробництва телемережі Movistar Plus+ — Дебі Мейзар.

## Галерея

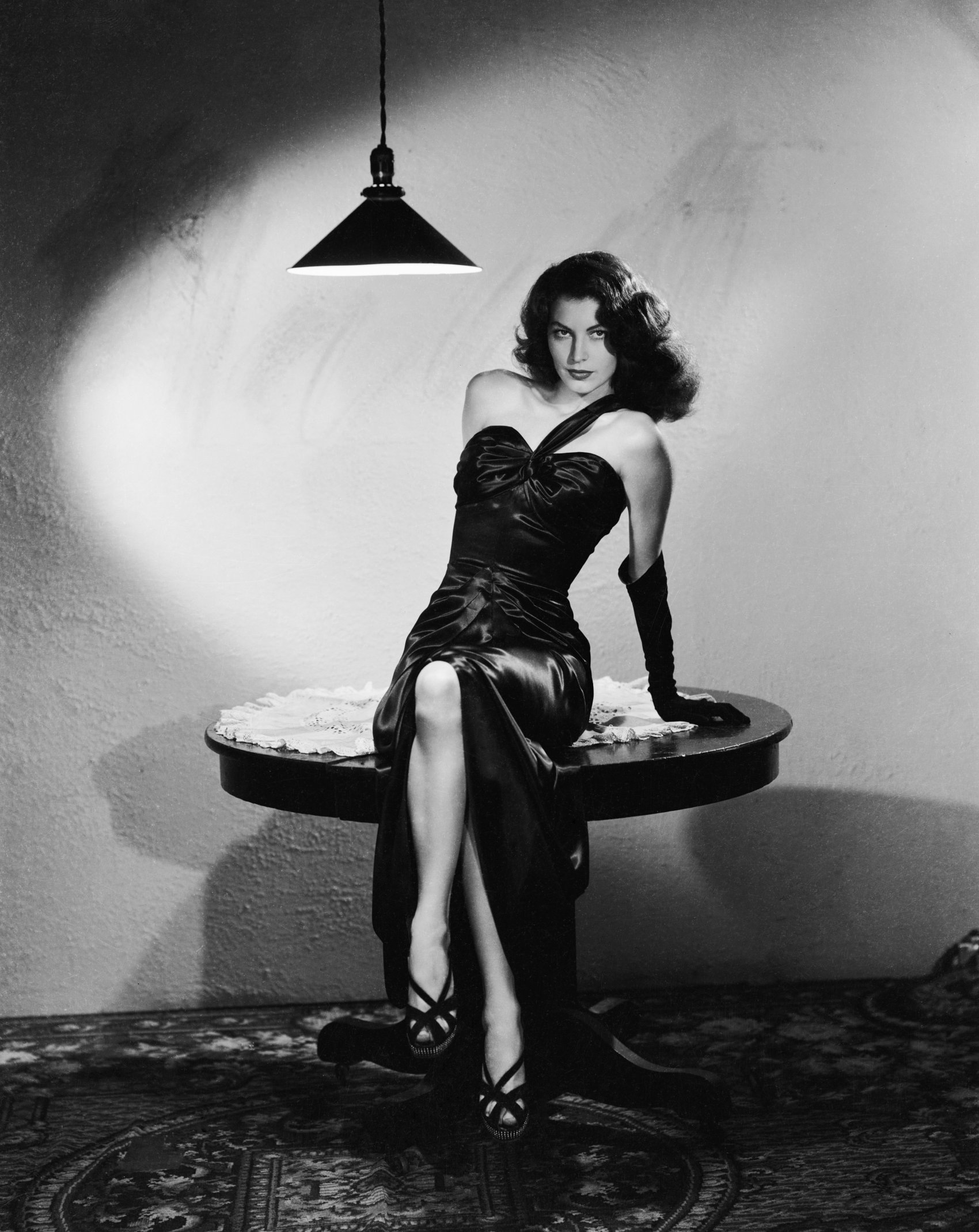
Ава Гарднер під час зйомок фільму «Убивці» (1946)
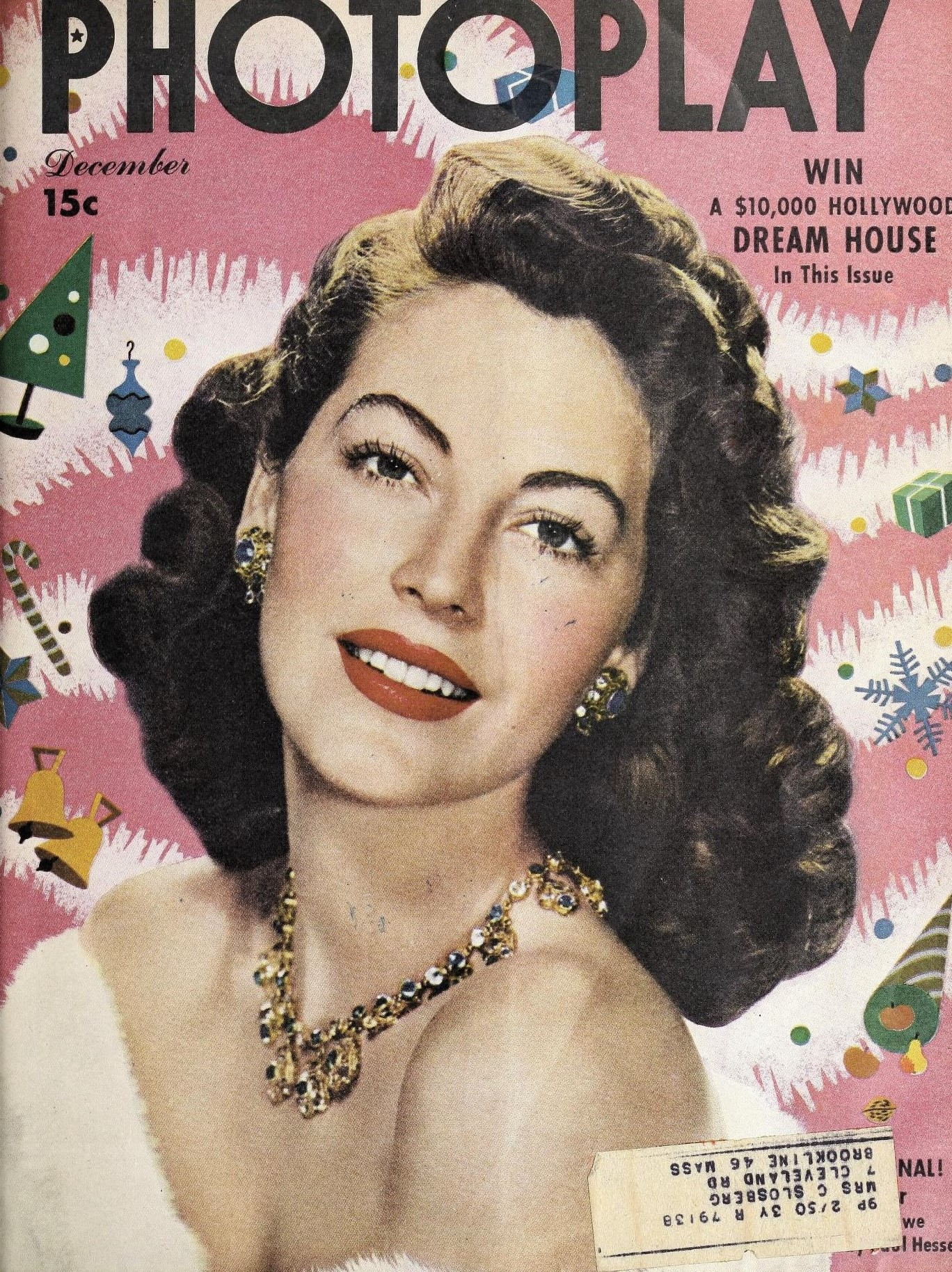
Ава Гарднер на обкладинці журналу «Photoplay» за грудень 1948 року
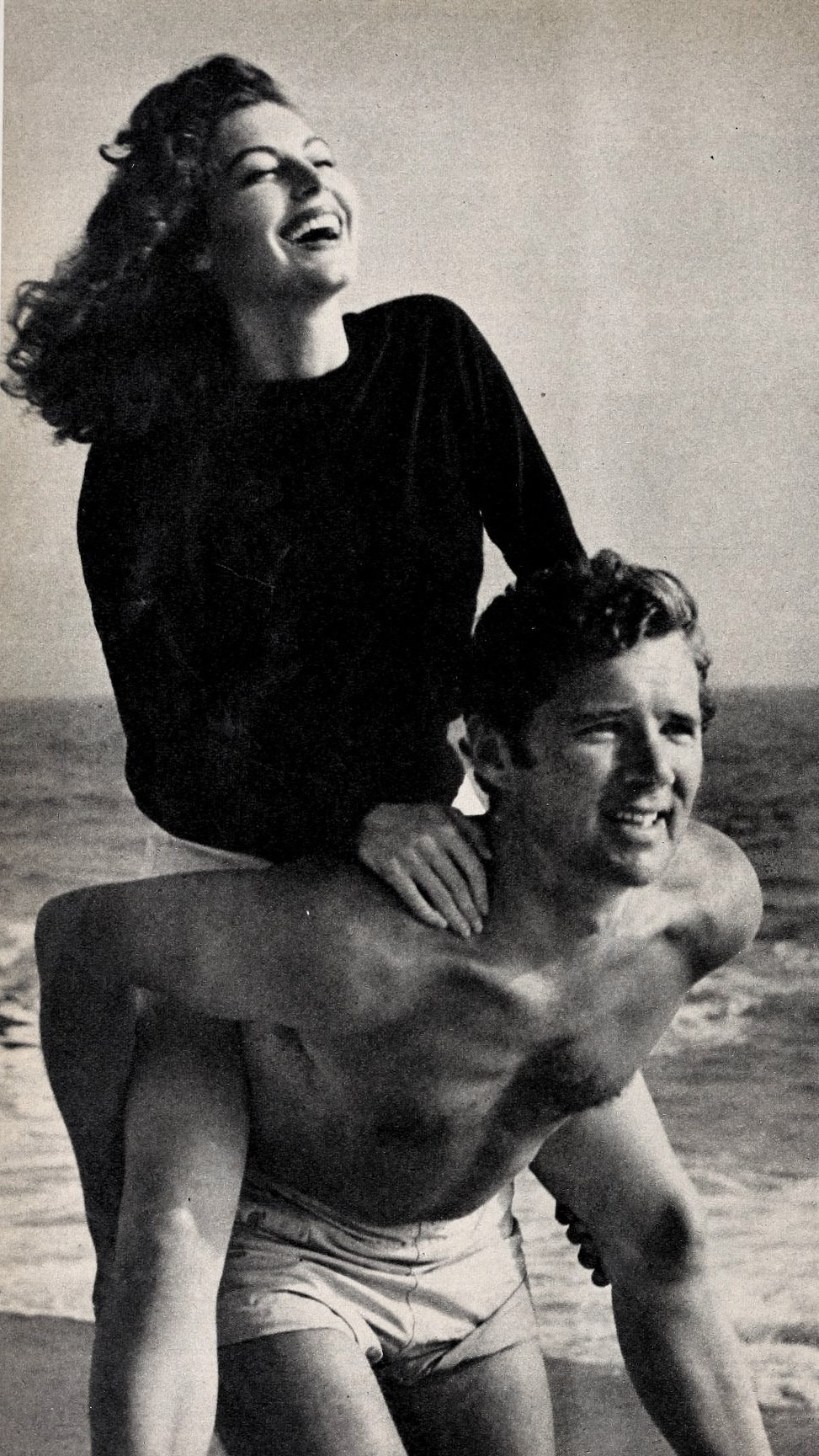
Ава Гарднер і Говард Дафф у 1948 році
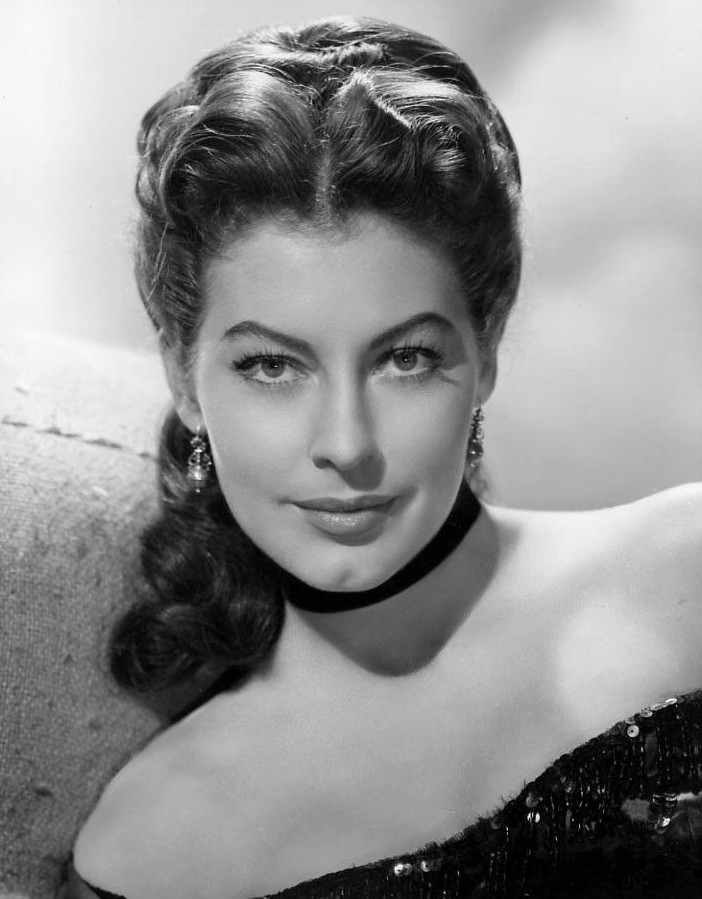
Ава Гарднер у фільмі «Театр на плаву» (1951)
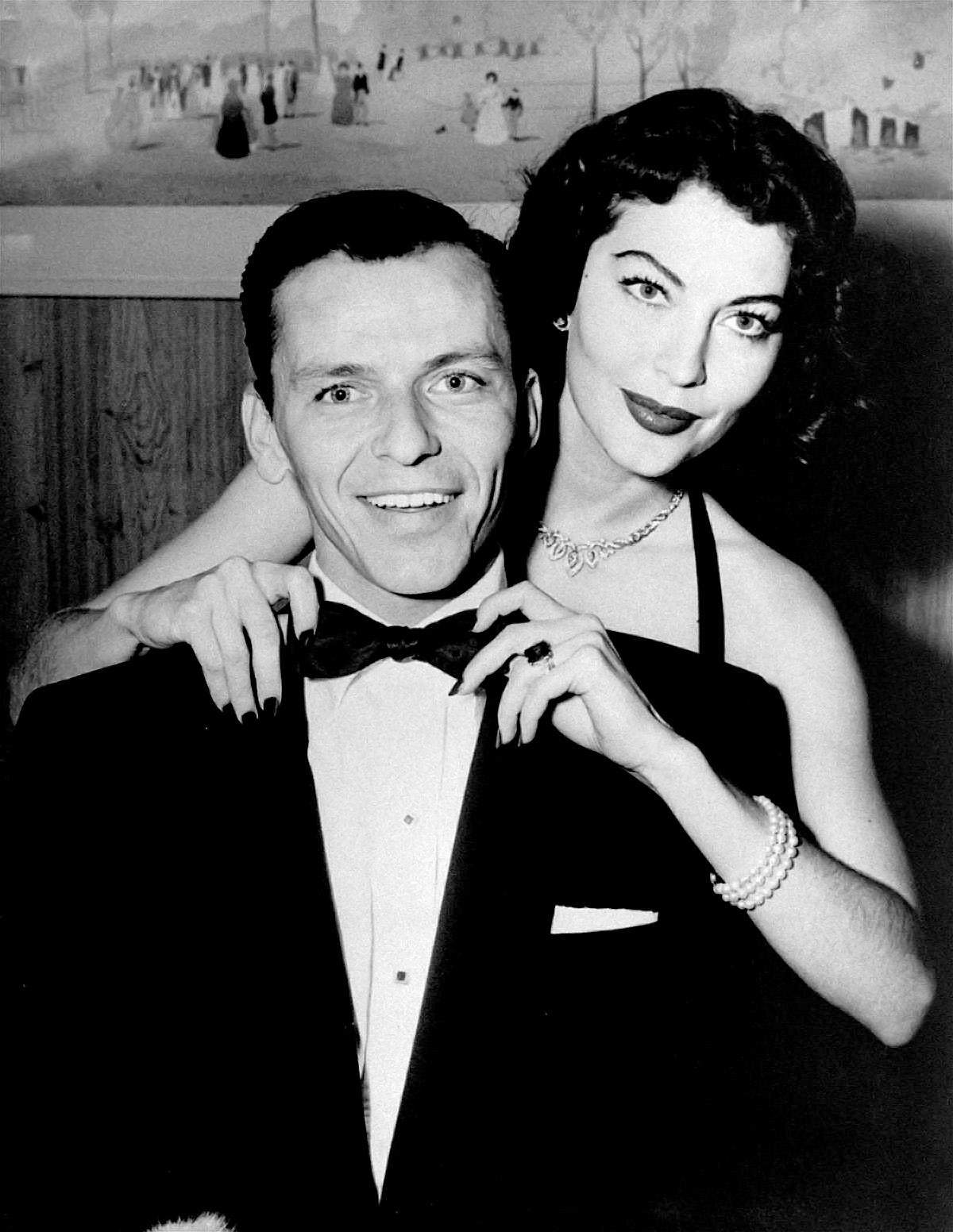
Френк Сінатра і Ава Гарднер у 1951 році
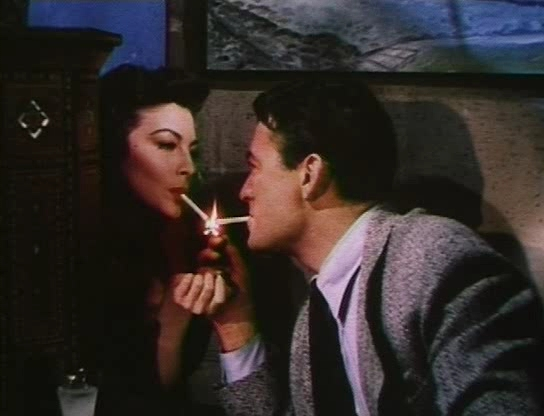
Ава Гарднер і Грегорі Пек у фільмі «Сніги Кіліманджаро» (1952)
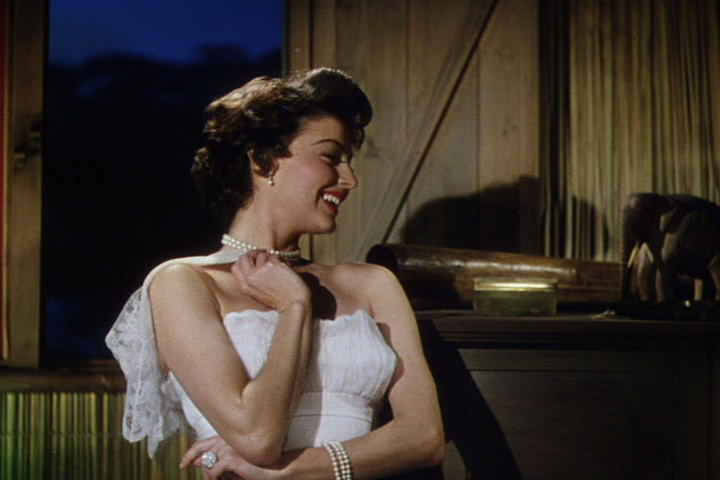
Ава Гарднер у фільмі «Могамбо» (1953)
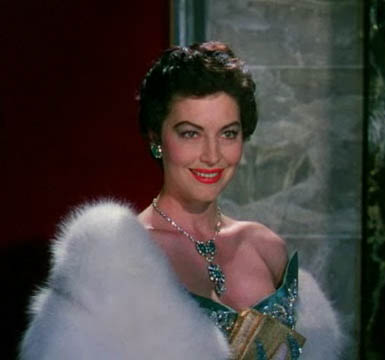
Ава Гарднер у фільмі «Босонога графиня» (1954)
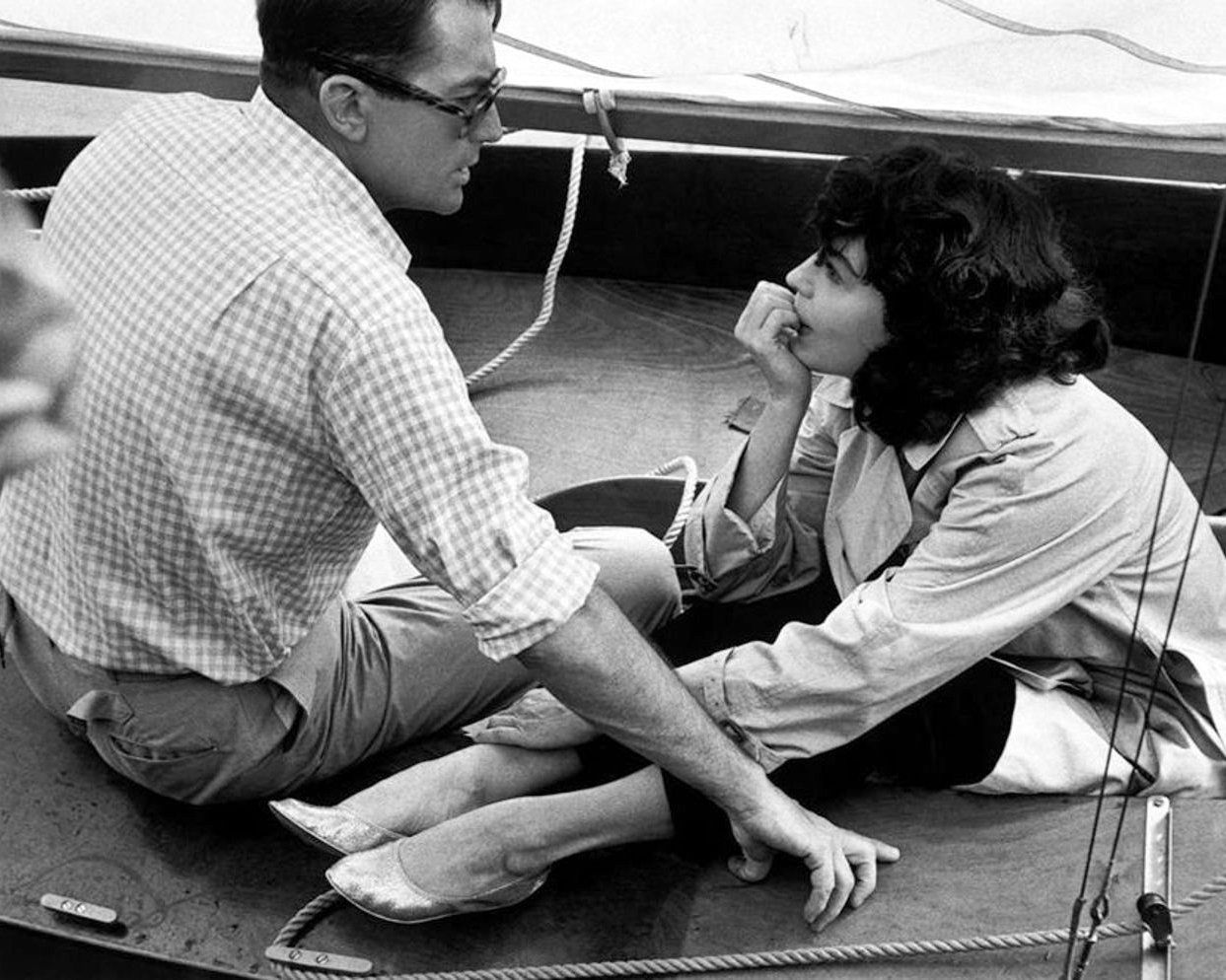
Ава Гарднер і Грегорі Пек під час зйомок фільму «На березі» (1959)
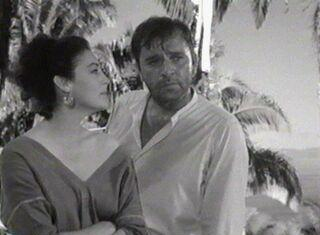
Ава Гарднер і Річард Бертон у фільмі «Ніч ігуани » (1964)
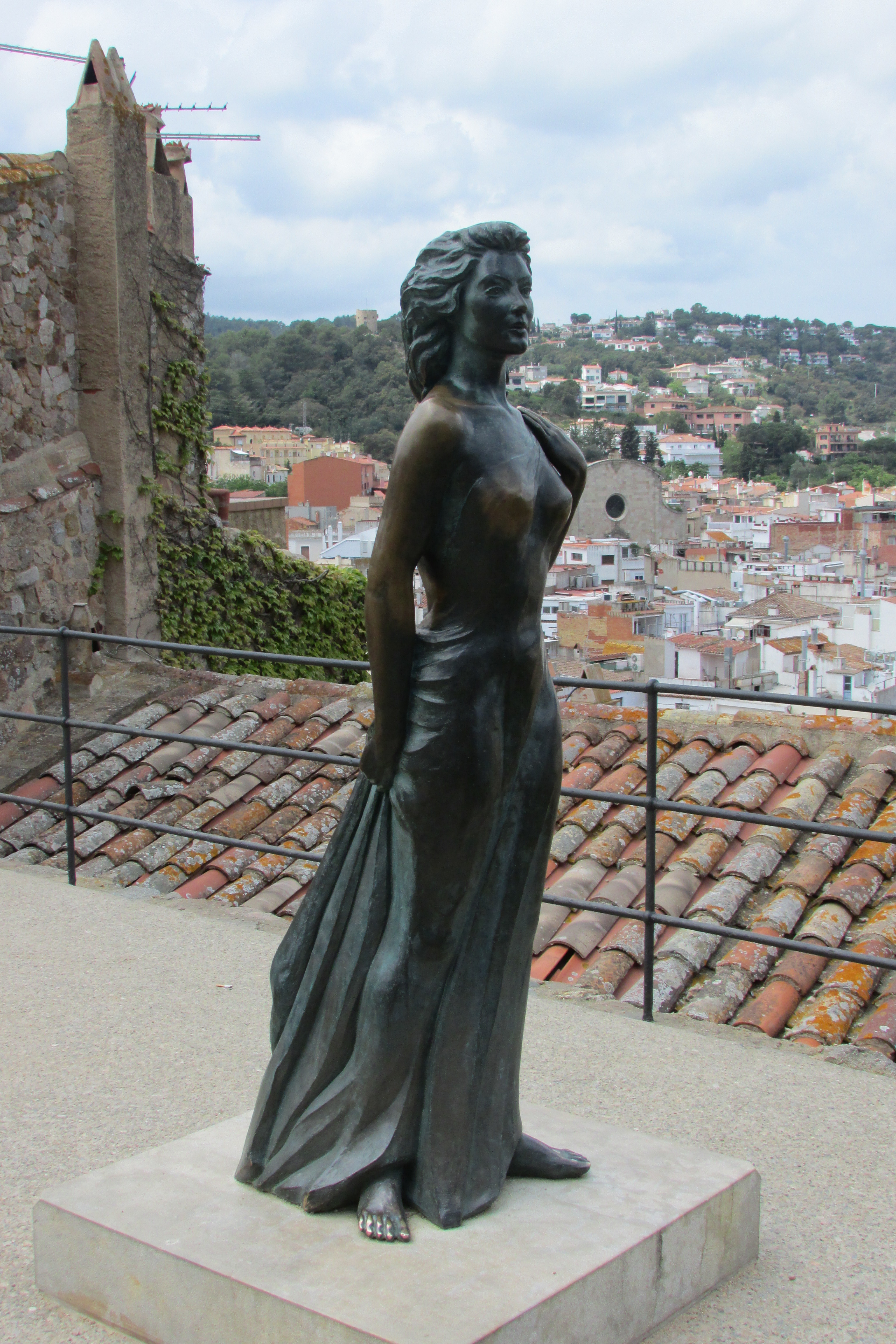
Скульптурне зображення Ави Гарднер у місті Тосса-де-Мар, Каталонія